# Pseudomorpha peninsularis
Pseudomorpha peninsularis är en skalbaggsart som beskrevs av Vandyke. Pseudomorpha peninsularis ingår i släktet Pseudomorpha och familjen jordlöpare. Inga underarter finns listade i Catalogue of Life.